# Neoitamus tropicus
Neoitamus tropicus là một loài ruồi trong họ Asilidae. Neoitamus tropicus được Ricardo miêu tả năm 1919. Loài này phân bố ở miền Ấn Độ - Mã Lai.